# Grumman F-14 Tomcat
Grumman F-14 Tomcat – amerykański naddźwiękowy myśliwiec pokładowy o zmiennej geometrii skrzydeł opracowany i produkowany przez wytwórnię Grumman Corporation w Bethpage i Calverton na Long Island. Pierwotnie służył do obrony floty, wywalczania przewagi powietrznej i prowadzenia rozpoznania taktycznego, później – przez dodanie możliwości przenoszenia bomb – przystosowany został do uderzeń na cele naziemne.
F-14 wszedł do służby w United States Navy w 1972 roku, zastępując F-4 Phantomy II. W roku 1976 wyeksportowano siedemdziesiąt dziewięć maszyn do Iranu, który stał się jedynym poza Stanami Zjednoczonymi użytkownikiem Tomcatów. Oficjalne wycofanie maszyny ze służby w US Navy nastąpiło 22 września 2006 roku w Naval Air Station (bazie lotniczej) Oceana. Następcą Tomcata został wielozadaniowy F/A-18E/F Super Hornet, F-14 nadal pozostają jednak na wyposażeniu lotnictwa Iranu.

## Historia
F-14 Tomcat został zaprojektowany przez Grummana w odpowiedzi na zapotrzebowanie marynarki wojennej Stanów Zjednoczonych na samolot przewagi powietrznej i obrony floty, budowany w ramach programu VFX (Navy Fighter Experimental – eksperymentalny myśliwiec floty) po zakończeniu nieudanego projektu F-111B.
Początki F-14 wywodzą się jednak sprzed programu VFX i sięgają wcześniejszego prywatnego przedsięwzięcia wytwórni Grumman z 1966 roku, konstrukcji samolotu myśliwsko-bombowego dla projektu VFAX (Navy Fighter Attack Experimental – eksperymentalny myśliwsko-bombowy samolot floty), który miał być lepszym myśliwcem niż F-4 Phantom II i lepszym bombowcem niż A-7 Corsair II. Po 1965 roku inżynierowie Grummana wykonywali projekt morskiej wersji samolotu F-111 z nowymi ekonomiczniejszymi silnikami dwuprzepływowymi, zmienną geometrią skrzydeł dla optymalizacji lotu z dużymi prędkościami i niskiej prędkości lądowania, zdolnej przenosić nowe duże pociski powietrze-powietrze AIM-54 Phoenix o zasięgu powyżej 200 km. Program VFAX został rozpoczęty, gdy marynarka próbowała wprowadzić samolot F-111B będący tylko nosicielem pocisków rakietowych i niezdolny do walki z MiG-ami, z którymi zetknęło się lotnictwo amerykańskie podczas wojny w Wietnamie, ze względu na małą zwrotność. Dodatkowo wersja F-111B, ze swoją masą całkowitą przekraczającą 31 000 kg, przekraczała założenia US Navy, która przyjęła masę całkowitą nowego samolotu na poziomie 23 ton.
Na początku 1966 roku dowództwo US Navy zdało sobie sprawę, że lżejszy samolot zdolny do przenoszenia pocisków Phoenix będzie lepszym rozwiązaniem niż cięższa maszyna myśliwsko-bombowa, jaką był F-111B. W odpowiedzi na nowe wymagania w ramach kolejnego zmodyfikowanego programu VFX, inżynierowie Grummana przenieśli opracowane dla F-111B rozwiązania, silniki i systemy uzbrojenia zoptymalizowane do zadań obrony floty, do nowego samolotu oznaczonego jako G-303, wygrywając konkurs w styczniu 1969 roku. Projekt nowego myśliwca marynarki zyskał najwyższy priorytet ze względu na obawy dowództwa US Navy związane z brakiem samolotu zdolnego przeciwstawić się maszynom takim jak radziecki MiG-25 Foxbat, który powstał w czasie, gdy Amerykanie borykali się z nieudanymi projektami – najpierw F6D Missileer, a później F-111B.
W nowej maszynie zastosowano silniki Pratt & Whitney TF30 i system kierowania ogniem AWG-9, produkcji firmy Hughes Aircraft Company dla pocisków Phoenix z F-111B, a w celu redukcji kosztów wykorzystano wloty powietrza, podwozie i skrzydła od samolotu A-6 Intruder, zainstalowane do nowego lepszego kadłuba z mechanizmem zmiany geometrii skrzydeł, oraz z wykorzystaniem wielu elementów tytanowych, w technologii opracowanej przy projektowaniu rozpoznawczego SR-71 Blackbird.
W ramach serii testowej zamówiono 12 egzemplarzy samolotów oznaczonych jako YF-14. Nazwa Tomcat została nadana na cześć admirałów floty amerykańskiej Thomasa Connolly’ego i Thomasa Moorera. Admirał Connolly znacząco wspomógł rozwój projektu na tyle, że zaczęto o F-14 mówić „kot Toma” Tom’s cat, ponadto zawołanie lotnicze admirała brzmiało właśnie Tomcat, a dodatkowo było zgodne z tradycją nazywania samolotów marynarki Grummana „kocimi” nazwami
Pierwszy prototyp F-14A oblatano 21 grudnia 1970 roku i był to raczej krótki skok niż lot. 30 grudnia podczas drugiego startu zawiodły instalacje hydrauliczne, co doprowadziło do katastrofy i całkowitego zniszczenia maszyny. Obaj piloci katapultowali się. Druga maszyna została oblatana 24 maja 1971 roku i od tej pory prace projektowe znacznie przyspieszyły.
Kolejne loty testowe nie obyły się bez wypadków. Piąty prototyp uległ katastrofie 20 czerwca 1973 roku podczas testów wyrzutni pocisków AIM-7 Sparrow. Po wystrzeleniu pocisk zaczął koziołkować uszkadzając maszynę i doprowadzając do jej katastrofy, ale i tym razem obaj członkowie załogi katapultowali się. Po katastrofie zaczęto stosować mocniejsze ładunki odstrzeliwujące pociski od węzłów podwieszeń. Prototyp oznaczony numerem 10 również uległ katastrofie 29 czerwca 1973 roku, grzebiąc w swych szczątkach pilota.
F-14 okazał się nie tylko lepszym myśliwcem, ale także lepszym wielozadaniowym bombowcem niż F-4 Phantom. W chwili wprowadzenia do służby F-14 Tomcat był najzwrotniejszym i posiadającym najmocniejsze silniki myśliwcem. Zmienna geometria skrzydeł i system kierowania ogniem obsługujący pociski Phoenix były na tyle niepowtarzalne, że już nigdy później nie skonstruowano w Stanach Zjednoczonych podobnego myśliwca. Ostatecznie maszyna ta została wycofana po 35 latach służby ze względu na duże koszty utrzymania, chociaż nawet teraz zasięg i udźwig uzbrojenia oraz parametry radaru i pocisków Phoenix pozostają lepsze w porównaniu do wielu współcześnie używanych maszyn.

## Konstrukcja
F-14 to dwusilnikowy, dwumiejscowy (kabina w układzie tandem wyposażona w fotele wyrzucane Martin-Baker GRU-7A) pokładowy samolot myśliwski w układzie górnopłatu o zmiennej geometrii skrzydeł. Konstrukcja płatowca klasyczna duralowo-tytanowa z dodatkiem stali i kompozytów. Pilot zajmuje pierwszą kabinę, a w drugiej znajduje się operator radaru przechwytującego nazywany RIO (ang. Radar Intercept Officer). Oba kokpity są różne i mają bardzo niewiele dublujących się elementów.
Skos skrzydeł jest regulowany automatycznie w granicach od 20° do 68° w zależności od prędkości. Możliwe jest również ręczne nastawienie skosu w tym wybór specjalnego trybu 55° do ataku na cele naziemne. W celu zmniejszenia przestrzeni zajmowanej przez samolot na lotniskowcu możliwe było złożenie skrzydeł pod kątem 75° w taki sposób, że zachodziły one na stateczniki poziome.
Dla poprawienia własności manewrowych zastosowano spojlery, a dla polepszenia własności lotnych przy niskich prędkościach klapy i sloty. Przy dużych prędkościach i ustawieniu płatów pod maksymalnym kątem z nasad skrzydeł wysuwały się dodatkowe małe skrzydełka stabilizujące. Płytowe poziome usterzenie ogonowe mogło działać na dwa sposoby: jako ster wysokości lub jako lotki zwłaszcza podczas lotów ze złożonymi skrzydłami. Na grzbiecie kadłuba zamocowano dwa stateczniki pionowe, oraz hamulec aerodynamiczny.
Kadłub samolotu zbudowano ze stopów aluminium oraz tytanu, z dużym udziałem materiałów kompozytowych. Napęd maszyny stanowiły dwa dwuprzepływowe silniki Pratt & Whitney TF30-P-412 o ciągu 54,9 i 93 kN z dopalaniem, umieszczone w osobnych gondolach pod kadłubem w celu zapewnienia odpowiedniego przepływu powietrza (z czym był największy problem w poprzednim samolocie Grummana F-111). Dodatkową zaletą takiego położenia silników był łatwiejszy dostęp i ich ewentualna wymiana przez obsługę naziemną. Wloty powietrza wyprofilowano pod kątem, a wewnątrz zainstalowano regulator przepływu w postaci płyty. Pod każdą gondolą silnika można było podwiesić dodatkowy zbiornik paliwa o pojemności 1011 litrów. Z prawej strony dziobu maszyny zainstalowano składaną sondę do tankowania w powietrzu. Ze względu na konieczność startu i lądowania z lotniskowca pomiędzy gondolami silników zainstalowano hak hamujący, a na goleni koła przedniego uchwyt do katapulty.

### Uzbrojenie

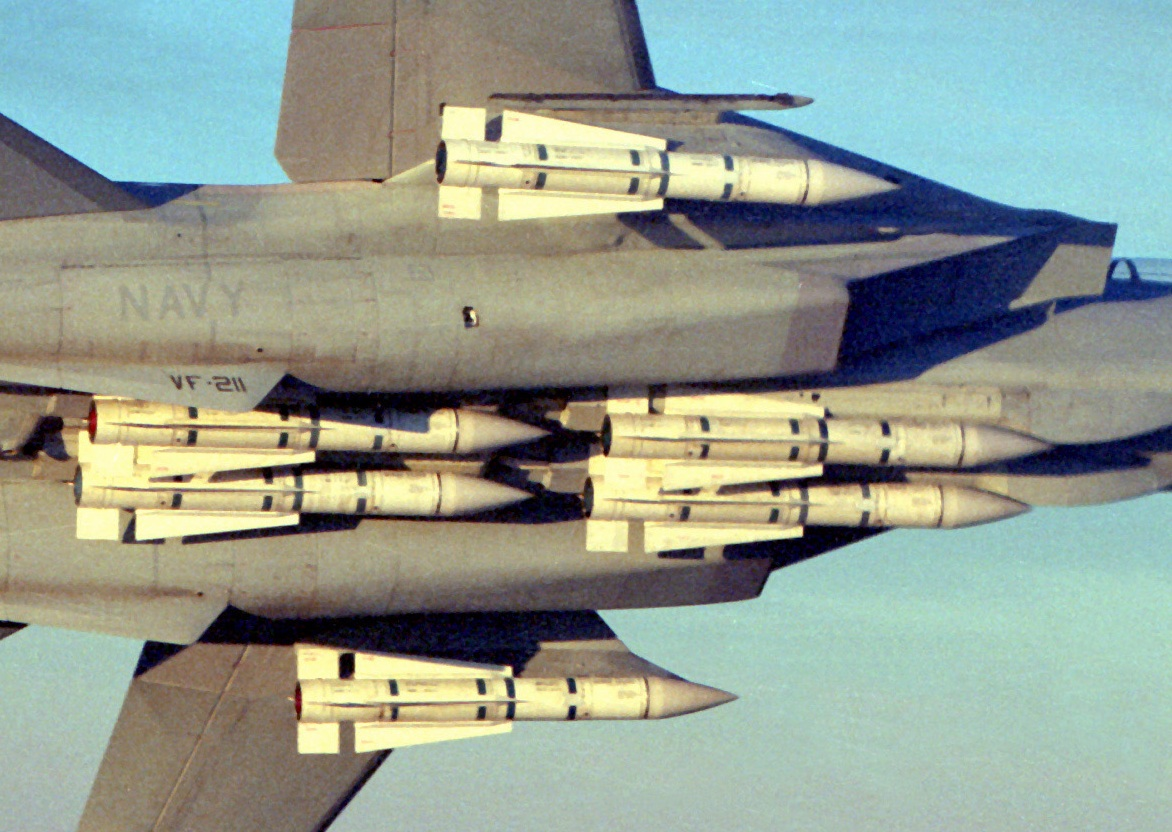
F-14 Tomcat z sześcioma pociskami AIM-54 Phoenix

Główną bronią Tomcatów były przeciwlotnicze pociski rakietowe dalekiego zasięgu AIM-54 Phoenix o zasięgu 200 kilometrów, naprowadzane aktywnie radiolokacyjnie. Pociski te były przenoszone tylko przez F-14. Chociaż możliwe było podwieszenie sześciu Phoeniksów, ze względu na ich duże rozmiary i masę w warunkach startu z lotniskowca podwieszano tylko cztery na węzłach podkadłubowych pomiędzy gondolami silnikowymi. Do dwóch pozostałych węzłów mocowano dwuprowadnicowe wyrzutnie dla pocisków AIM-7 Sparrow naprowadzanych półaktywnie radiolokacyjnie i AIM-9 Sidewinder naprowadzanych termicznie. Podczas startu z lotnisk możliwe było podwieszenie sześciu Phoeniksów, jednak dwa dodatkowe pociski stawiały tak duży opór aerodynamiczny, że znacząco pogarszały się parametry lotne samolotu.
Dodatkowo po lewej stronie kadłuba zamontowano produkowane przez General Electric sześciolufowe działko systemu Gatlinga M61A1 Vulcan kalibru 20 milimetrów z zapasem 675 sztuk amunicji.

### Awionika

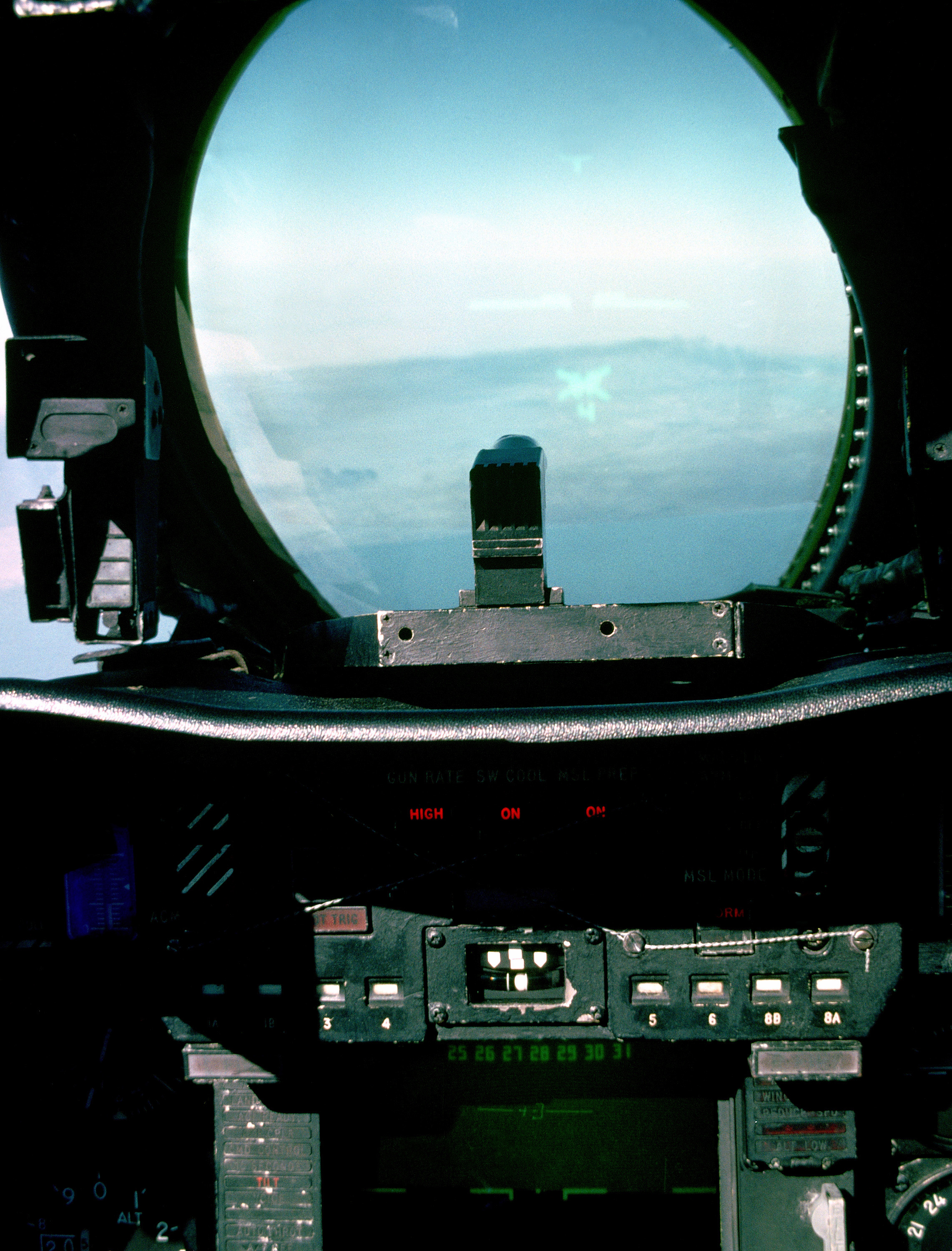
Kabina pilota F-14A

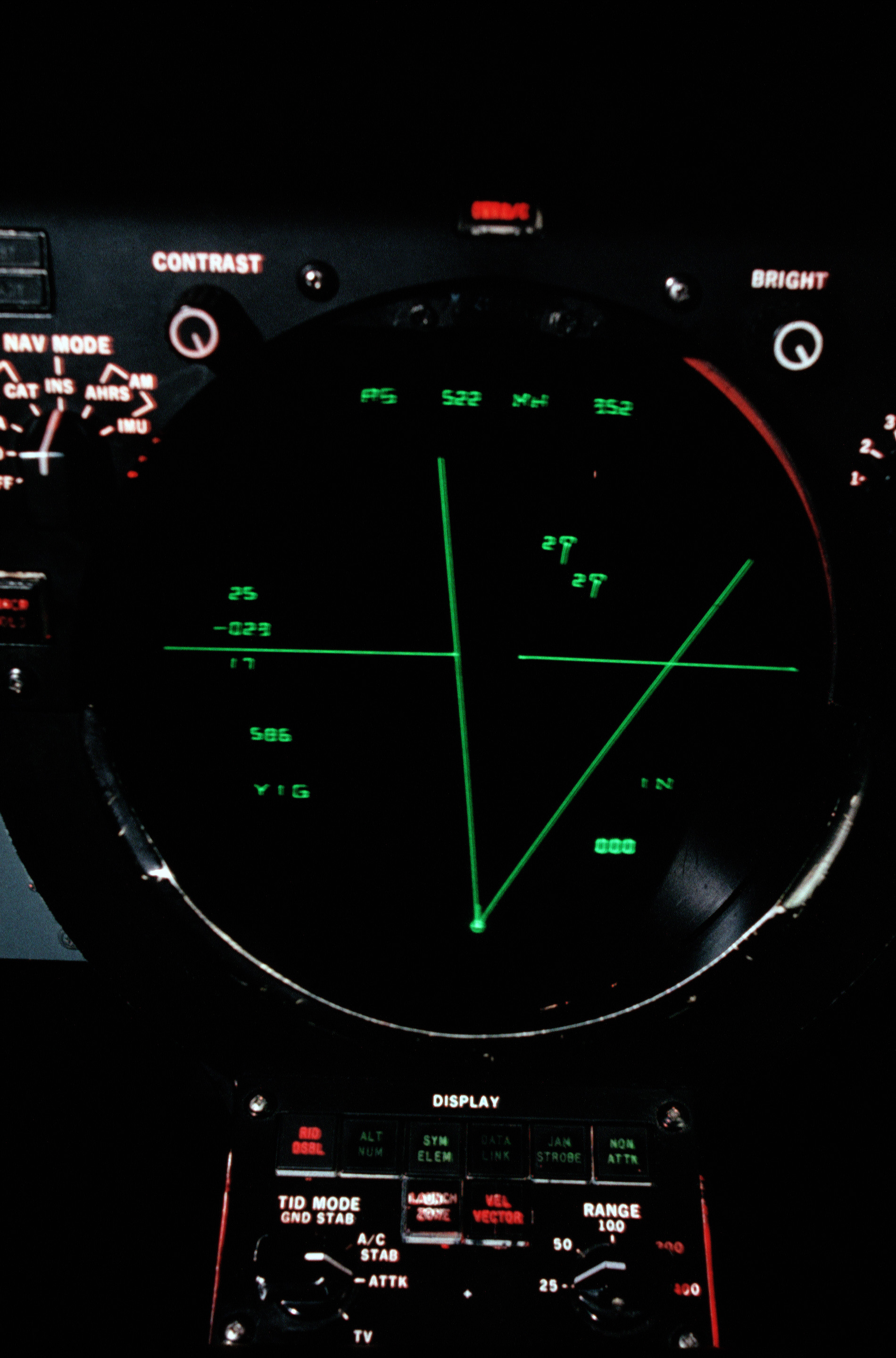
Wyświetlacz operatora (RIO) systemu kierowania ogniem AWG-9

Pierwsze egzemplarze F-14A były wyposażone w sterowany przez pilota system poszukiwawczo-naprowadzający AN/ALR-23 Infrared Search and Track (IRST), zainstalowany pod dziobem maszyny, który mógł działać jako sprzężony z radarem lub niezależnie. Na początku lat 80. system IRST zastąpiono zbudowanym przez Northropa zestawem kamer telewizyjnych AN/AXX-1 Television Camera Set (TCS), zawierającym wyposażoną w teleobiektyw kierowaną kamerę telewizyjną do działań przy świetle dziennym. System ten pozwolił Tomcatom na optyczne śledzenie celu przed rozpoczęciem ataku, ale tylko podczas dnia i w dobrych warunkach pogodowych. Niemożliwość identyfikacji celu jako wrogiego lub własnego była głównym ograniczeniem użycia pocisków rakietowych typu BVR (Beyond Visual Range – poza zasięgiem widzialności wzrokowej).
Ponadto w skład wyposażenia awionicznego wchodziły: transponder IFF, inercyjny system nawigacyjny INS, taktyczny system nawigacyjny lotnictwa TACAN (Tactical Air Navigation), automatyczny wykrywacz kierunku i radiowysokościomierz. F-14A były wyposażone również w detektor opromieniowania radarem AN/APR-45 Radar Warning Receiver (RWR), systemy zakłócające i wyrzutniki pułapek termicznych oraz pasków folii aluminiowej.
Od 1979 roku zaczęto wykorzystywać Tomcaty jako maszyny rozpoznawcze. W tym celu opracowano, oparty na podobnym systemie skonstruowanym dla samolotów A-7 Corsair, zasobnik podwieszany TARPS (Tactical Air Reconnaissance Pod System – zasobnik systemu taktycznego rozpoznania powietrznego). TARPS mierzył 5,18 metra i ważył 794 kilogramów, a w jego skład wchodziły kamery fotograficzne i skanery podczerwieni. System był obsługiwany przez drugiego członka załogi, który posiadał specjalny ekran TARPS do obserwacji zbieranych danych. Zmodyfikowany do zadań rozpoznawczych F-14A nie miał możliwości przenoszenia pocisków Phoenix ze względu na brak miejsca pod kadłubem, pozostawiono jednak możliwość przenoszenia mniejszych pocisków pod gondolami silników dla obrony przed ewentualnym atakiem. Ogółem dla potrzeb systemu TARPS zmodyfikowano około 50 maszyn.
Wyposażone w TARPS maszyny miały być rozwiązaniem przejściowym po wycofaniu specjalizowanego samolotu rozpoznawczego RF-8G Crusader, a przed wprowadzeniem specjalnej wersji F/A-18 Hornet, która ostatecznie nie nastąpiła do końca XX wieku.
W centrali aerometrycznej F-14 F14 CADC (F-14A Central Air Data Computer) użyto mikroprocesora zaprojektowanego przez Steve’a Gellera i Raya Holta na potrzeby US Navy do myśliwca F-14 Tomcat.
W porównaniu z układem Intela, który był prostym, 4-bitowym procesorem, F-14 CADC był niezwykle zaawansowanym, 20-bitowym układem z techniką potokową.

## Eksploatacja samolotów F-14A Tomcat
Pierwsze Tomcaty trafiły na pokład lotniskowca USS „Enterprise” do eskadr VF-1 i VF-2 we wrześniu 1974 roku. Ostatecznie na wyposażenie US Navy weszło 478 maszyn, włączając 12 prototypów, zastępując starsze F-4 Phantomy i F-8 Crusadery. Przez załogi F-14A był nazywany Turkey (ang. indyk), ze względu na dużą masę i rozmiary oraz silniki o zbyt małej mocy, które powodowały, że maszyna była ociężała. Ponadto F-14 miały wady, takie jak: trudne sterowanie w pewnych warunkach, szeroko rozstawione silniki mogły, w przypadku awarii jednego z nich, spowodować wpadnięcie maszyny w płaski korkociąg niemożliwy do wyprowadzenia. Także silniki TF30 okazały się bardzo kłopotliwe w eksploatacji. Najpoważniejszą ich wadą było odłamywanie się łopatek turbin podczas pracy i rozrywanie kadłuba poprzez lecące odłamki.
Problemy z jednostką napędową rozwiązano opracowując zmodernizowany, bardziej niezawodny model silnika TF30-P-414 ze stalową osłoną chroniącą samolot przed awarią turbin, jednak kosztem zwiększenia masy własnej maszyny. Do 1979 roku w nowe silniki wyposażono wszystkie F-14A Tomcat znacznie zwiększając niezawodność maszyn. W 1981 roku wytwórnia Pratt & Whitney wprowadziła kolejną odrobinę zmienioną jednostkę napędową TF30-P-414A o jeszcze większej niezawodności.
W 2006 roku ostatnie Tomcaty zostały wycofane ze służby z powodu niezwykle wysokich kosztów bieżących napraw tych samolotów w przeliczeniu na godzinę lotu, które były najwyższe w całym lotnictwie Marynarki. Całkowity roczny koszt ich napraw pod koniec służby tych maszyn, sięgał miliarda dolarów rocznie, a według szacunków w 2015 roku sięgnąć miał 2,5 miliarda dolarów. Dla porównania: roczny koszt napraw floty samolotów F/A-18E/F wynosi pół miliarda dolarów. Oficjalne wycofanie maszyny ze służby w US Navy nastąpiło 22 września 2006 roku w Naval Air Station (bazie lotniczej) Oceana

## Użycie bojowe

### Marynarka wojenna Stanów Zjednoczonych

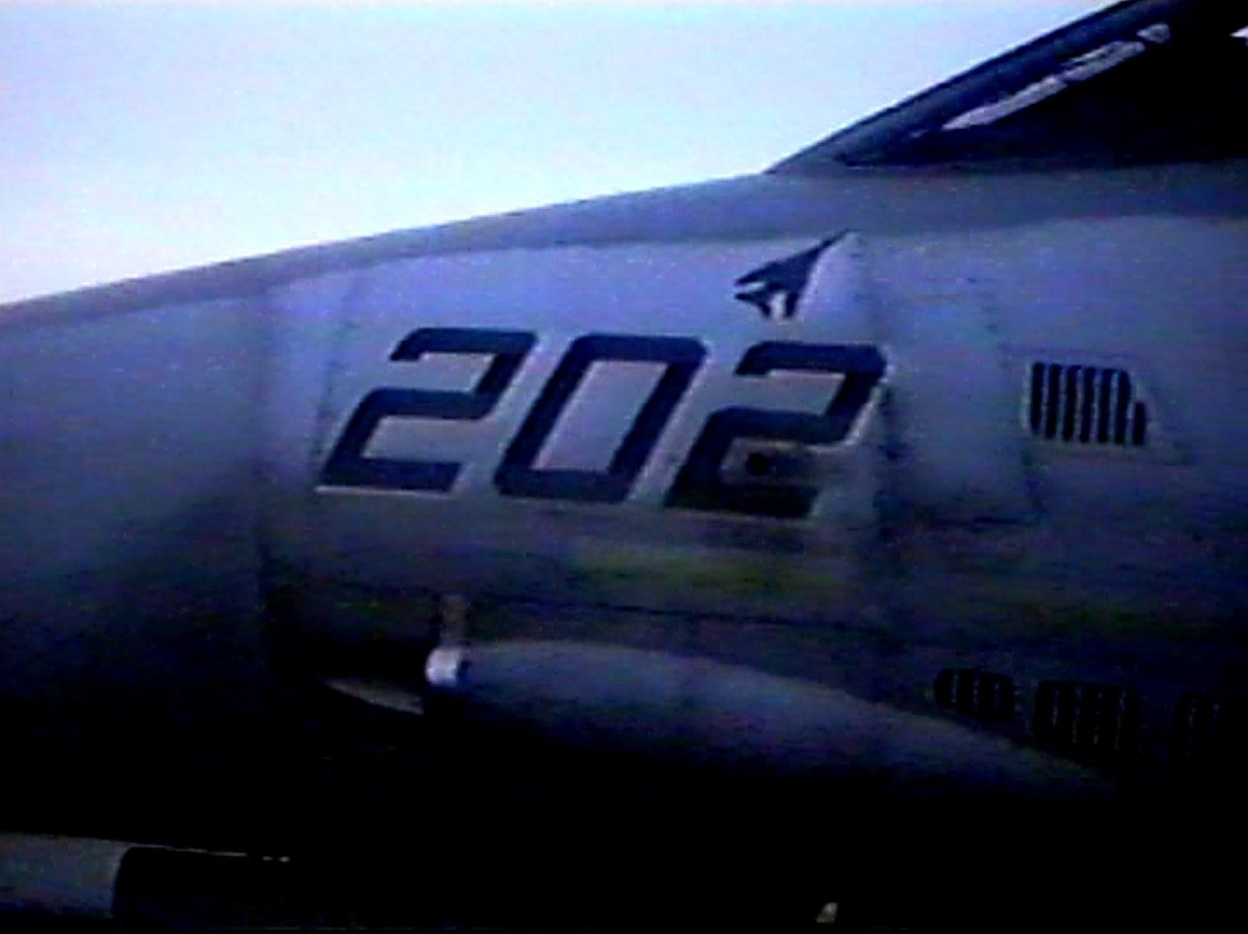
Sylwetka MiG-a-23 na F-14A symbolizująca zestrzelenie z 1989 r.

F-14A zostały użyte po raz pierwszy w 1975 roku jako osłona powietrzna ewakuujących się z Wietnamu wojsk amerykańskich (operacja „Frequent Wind”). Dopiero w 1981 roku F-14 zostały użyte bojowo podczas konfrontacji amerykańsko-libijskiej, której podłożem było posądzenie przywódcy Libii Mu’ammara Kadafiego o wspieranie terroryzmu. Podczas potyczki 19 sierpnia 1981 roku nad zatoką Wielka Syrta dwa F-14A z lotniskowca USS „Nimitz” zestrzeliły parę libijskich Su-22M2.
Kolejna akcja bojowa Tomcatów nastąpiła 10 października 1985 roku podczas porwania MS „Achille Lauro”. Po zamordowaniu obywatela amerykańskiego Leona Klinghoffera przez terrorystów Stany Zjednoczone postanowiły za wszelką cenę ująć terrorystów. Tuż przed północą 10 października cztery myśliwce F-14 Tomcat z lotniskowca USS „Saratoga” przechwyciły w pobliżu Krety lecącego do Tunisu egipskiego Boeinga 737 i zmusiły go do wylądowania w bazie NATO na Sycylii.
4 stycznia 1989 roku nastąpiła kolejna konfrontacja Tomcatów z maszynami libijskimi nad zatoką Wielka Syrta. Tym razem Amerykanie zestrzelili dwa MiG-i-23MS, których piloci katapultowali się, ale utonęli w morzu.
Podczas operacji „Pustynna Burza” używano samolotów F-14 jako maszyn eskorty. Zanotowano kilka incydentów z użyciem pocisków rakietowych przeciwko wrogim samolotom, ale jedynym zniszczonym przez Tomcaty statkiem powietrznym był śmigłowiec Mi-8. 21 stycznia 1991 roku należący do eskadry VF-103 stacjonującej na lotniskowcu USS „Dwight D. Eisenhower” F-14B został zestrzelony prawdopodobnie pociskiem ziemia-powietrze S-75 Dźwina (kod NATO: SA-2 Guideline). Obaj członkowie załogi uratowali się, ale jeden z nich dostał się do niewoli irackiej.
Tomcaty brały też udział w wojnie w Afganistanie i drugiej wojnie w Zatoce Perskiej. Ostatnia misja bojowa F-14 została zakończona 8 lutego 2006 roku, gdy dwie maszyny typu F-14D Tomcat wylądowały na lotniskowcu USS „Theodore Roosevelt” po bombardowaniu w Iraku. Podczas ostatniej operacji bojowej Iracka Wolność (Iraqi Freedom) samoloty F-14 wykonały 1163 misji bojowych w czasie 6876 godzin, zrzucając ponad 4300 ton różnego rodzaju uzbrojenia.
10 marca ostatnie 22 samoloty F-14D z VF-31 oraz VF-213 wylądowały w bazie morskiej sił powietrznych NAS Oceana w Norfolk/Virginia Beach w stanie Wirginia.

### Lotnictwo Iranu
Jedynym zagranicznym użytkownikiem myśliwców F-14 Tomcat było lotnictwo Iranu. W lipcu 1973 roku szach Iranu Mohammad Reza Pahlawi zapoznał się z konstrukcjami Grummana i McDonnell Douglas F-15 Eagle podczas dwóch 30-minutowych lotów demonstracyjnych na zamkniętym pokazie lotniczym w Andrews AFB (Waszyngton DC). W 1974 roku zamówiono 30 samolotów F-14AGR, a w kolejnym roku następnych 50 egzemplarzy. Irańskie F-14 były prawie identyczne jak F-14A, a drobne zmiany polegały na przystosowaniu samolotu do użytkowania w warunkach pustynnych, usunięciu klapy zakrywającej składaną sondę do tankowania w powietrzu i usunięciu utajnionych urządzeń awionicznych. Irański program nosił nazwę „Perski król” i kosztował w sumie 2 mld USD (8 mld w obecnych cenach). Chociaż lotnictwo irańskie nie było w stanie wykorzystać pełnych możliwości Tomcatów, to szach chciał posiadać maszyny zdolne podjąć walkę z radzieckimi zwiadowczymi samolotami MiG-25 (przynajmniej taka była oficjalna przyczyna). Wraz z Tomcatami (przez Irańczyków zwane też Persian Cats) zakupiono pociski AIM-54A Phoenix. Prawdziwym powodem zakupu F-14 była potrzeba posiadania samolotu zdolnego do samodzielnych operacji w obronie ogromnego obszaru kraju, który był zbyt duży by skutecznie bronić go systemami rakiet ziemia-powietrze. W efekcie F-14 miały być latającymi bateriami rakiet przeciwlotniczych dalekiego zasięgu.
Samoloty dostarczono w latach 1976–1978, samoloty pokonywały dwa siedmiogodzinne odcinki w towarzystwie KC-135 z zakładów w Calverton, Long Island, Nowy Jork do Hiszpanii i do Iranu.
Testy z użyciem pocisków Phoenix prowadzono w 1976 i 1977 roku, a w październiku 1978 roku dwa irańskie Tomcaty przechwyciły radziecki samolot MiG-25, zmuszając Związek Radziecki do zaprzestania naruszania przestrzeni powietrznej Iranu na północy kraju.
Po obaleniu szacha i powrocie do kraju Chomeiniego anulowano dostawy zarówno samolotów, jak i pocisków Phoenix, a także części zamiennych do nich. Do tego momentu dostarczono 79 z 80 zamówionych maszyn i 284 z 714 Phoenixów, jednak wiele z pocisków nie nadawało się do użycia po sabotażu dokonanym przez opuszczających Iran Amerykanów.
Historia irańskich F-14 od momentu założenia Republiki Islamskiej do dziś jest pełna niejasności i sprzeczności. Według jednych źródeł, po obaleniu szacha większość wyszkolonych w Stanach Zjednoczonych pilotów i techników uciekła z kraju, a ci którzy pozostali w Iranie zostali uwięzieni lub zamordowani (po wybuchu wojny z Irakiem uwolniono pozostałych pilotów). Inne źródła twierdzą jednak, że większość irańskich pilotów przeszkolonych w USA zdecydowała się pozostać w Iranie, mimo represji, które dotknęły część z nich. Większym problemem od braku pilotów był dotkliwy brak personelu technicznego – amerykańscy technicy w dużej mierze odpowiedzialni za utrzymanie samolotów opuścili Iran po rewolucji. Z biegiem lat rosnącym problemem stawała się również utrata dostępu do amerykańskich części zamiennych (choć Iran zakupił znaczne zapasy z obawy przed takim właśnie scenariuszem) i możliwości remontu kluczowych podzespołów w USA. Wobec tego utrzymanie części samolotów w stanie zdolnym do walki wymagało kanibalizacji części z pozostałych egzemplarzy. Do pewnego stopnia lekarstwem na brak części zamiennych były potajemne, nielegalne zakupy od amerykańskich firm, a później większe dostawy za tajną zgodą rządu amerykańskiego w ramach tzw. afery Irangate.

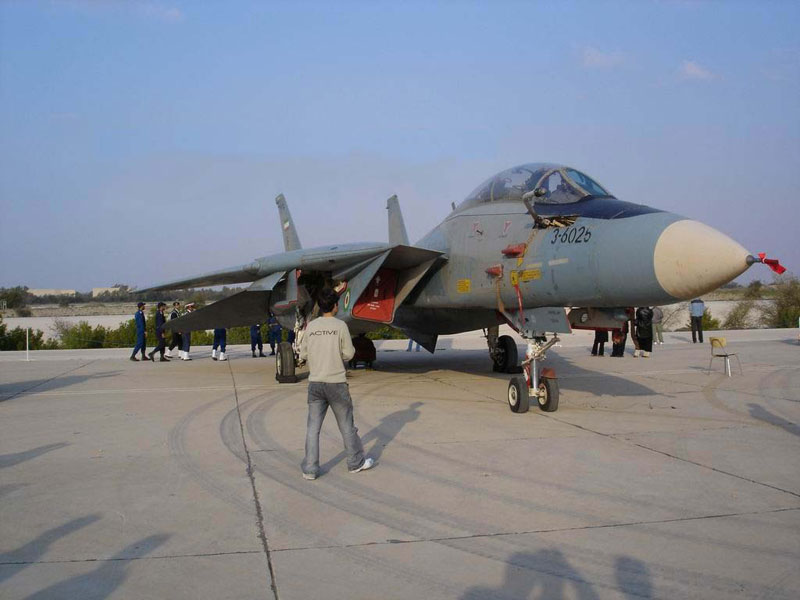
Irański F-14A w 2008 r.

Ocenia się, że Iran posiadał w 1985 roku od 10 do 15 zdolnych do lotu F-14, w latach po wojnie nie więcej jak 7 sprawnych maszyn. Dokładna liczba zestrzeleń uzyskanych podczas wojny z Irakiem w latach 1980–1988 przez F-14 to około 130 samolotów przeciwnika (według źródeł irańskich nawet 159). Ostatni dostarczony do Iranu F-14A o numerze 3-6079 miał zestrzelić nawet 12 irackich samolotów latając z różnymi załogami, pośpiesznie przywrócony do służby po wybuchu wojny latał początkowo jeszcze z oznaczeniem IIAF, czyli Imperialnych Irańskich Sił Powietrznych sprzed rewolucji. Pilot Jalal Zandi odniósł 9-11 zwycięstw (w tym 4 MiG-23, 2 Su-22, 2 MiG 21 i 3 Mirage F1), latając przez pełny okres wojny na F-14A, będąc najskuteczniejszym pilotem całego konfliktu. Sam Zandi także został zestrzelony przez irackiego Mirage F1EQ w 1988 roku, ale zdołał katapultować się nad terytorium Iranu, tego samego roku Mirage zestrzeliły jeszcze dwa kolejne Tomcaty, dwa inne F-14 zostały zestrzelone przez MiG-23 w 1984 i 1987 roku. Pięciu innych irańskich pilotów lub operatorów z F-14 miało uzyskać do 5-6 zestrzeleń. Dla porównania F-15 w barwach Izraela, USA i Arabii Saudyjskiej uzyskały 104 zwycięstwa nad samolotami syryjskimi, irackimi i jugosłowiańskimi, ale bez strat własnych. Irańczycy wykorzystywali swoje Tomcaty nie tylko do walki powietrznej, ich radary służyły też jako stacje wczesnego ostrzegania (radar AN/AWG-9 wykrywa cele odległe o 213 km) osłaniając naloty bombowe F-4 i F-5.
W ostatnich latach Iran rozpoczął program modernizacji posiadanych egzemplarzy i szkolenia nowego pokolenia załóg. Samoloty F-14 do dziś pozostają kluczowym elementem sił powietrznych Iranu. W związku z tym amerykańskie F-14 niedawno wycofane ze służby są unicestwiane specjalnymi niszczarkami, aby uniemożliwić przemyt ich części do Iranu. W roku 2015 irańskie F-14 towarzyszyły rosyjskim bombowcom Tu-95 wykonującym naloty na infrastrukturę Państwa Islamskiego.

## Wersje rozwojowe samolotów F-14 Tomcat
Stosowane w F-14A silniki TF30 nie były zbyt udaną konstrukcją i bardzo często zawodziły, a to, że stały się jednostkami napędowymi Tomcata wynikło z dużego pośpiechu i nacisków na szybkie wprowadzenie go do służby. TF30 miał być silnikiem tymczasowym do momentu wprowadzenia nowocześniejszej i bardziej niezawodnej jednostki napędowej. Wytwórnia Pratt & Whitney opracowała unowocześnioną wersję dwuprzepływowego silnika F401-P-400 o ciągu 56,7 kN, w które wyposażono dwa prototypy oznaczone jako F-14B. Pierwsza z maszyn powstała na bazie siódmego prototypu YF-14 została oblatana 12 września 1973 roku. Planowano budowę trzeciej maszyny oznaczonej jako F-14C z silnikiem TF30-P-414A i zmodyfikowaną awioniką, ale ze względu na duże problemy także z nowymi silnikami Pratt & Whitney F401, anulowano oba projekty F-14B i F-14C.
Na początku lat 80. pojawił się zbudowany przez General Electric dwuprzepływowy silnik F101 przeznaczony dla bombowca Rockwell B-1 Lancer, który postanowiono zaadaptować do F-14. Poprzednio modyfikowany prototyp F-14B został wyposażony w nowy silnik F101-DFE i oblatany 14 lipca 1981 roku. Osiągi maszyny z nowymi silnikami były zdecydowanie lepsze niż z poprzednimi, dlatego US Navy zamówiło seryjną wersję samolotu z jeszcze nowszym silnikiem F110 wyposażonym w turbinę i dopalacz od silnika F404 używanego w samolotach F/A-18 Hornet i maszyna z tymi silnikami została oblatana 29 września 1986 roku.
Testy nowego silnika dały na tyle pomyślne rezultaty, że US Navy zamówiła partię tych jednostek napędowych w celu modernizacji posiadanych F-14A. Wyposażone w nowe silniki maszyny oznaczono dla odróżnienia jako F-14A (Plus). Ze względu na bardzo zbliżone wymiary silnika General Electric nie były konieczne poważne zmiany kadłuba samolotu, a sama wymiana przebiegła bardzo sprawnie.

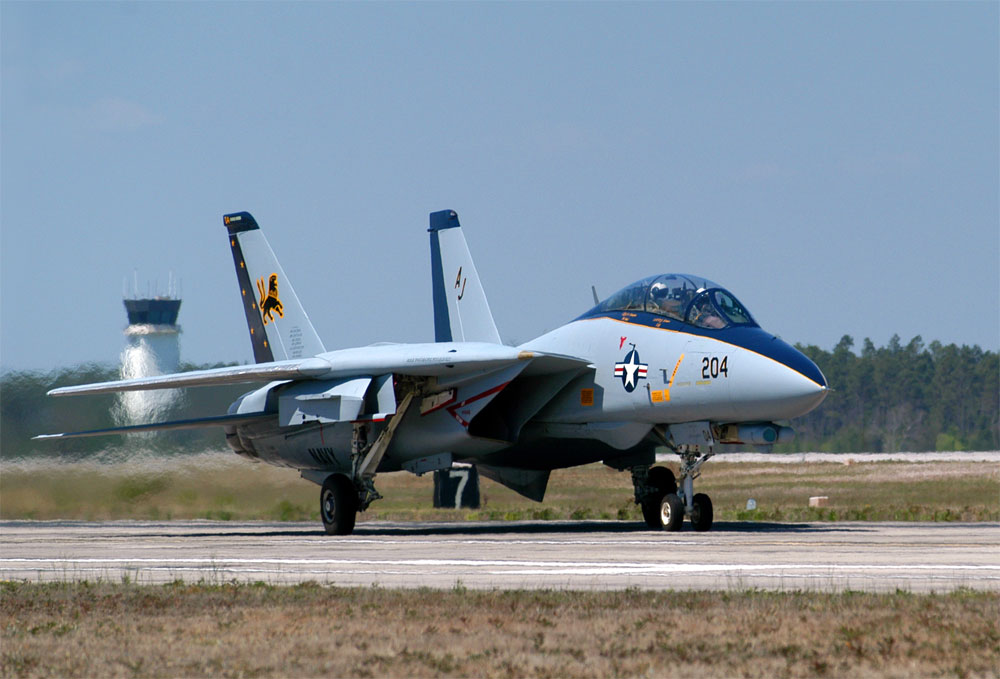
F-14D z VF-213 w drodze do Muzeum. Baza Pensacola na Florydzie

Zamówiono 38 nowych maszyn w wersji F-14A (Plus) Tomcat, a dalszych 32 zmodyfikowano do tego standardu. Nowe maszyny weszły do służby pod koniec 1988 roku. W 1991 roku przemianowano samoloty F-14A (Plus) na F-14B. Zewnętrznie obie wersje F-14A i F-14B różnią się – między innymi dysze silników, brak płetw ustateczniających, inna budowa pokryw w przedziale działka służących do usuwania gazów prochowych. Dodatkowym atutem jest znaczna poprawa osiągów maszyny – między innymi była ona zdolna do startu z pokładu lotniskowca bez pomocy dopalacza, silniki były bardziej ekonomiczne umożliwiając dłuższe patrolowanie przestrzeni powietrznej i większy promień działania. Wraz z wprowadzeniem nowego silnika, marynarka zdecydowała się na unowocześnienie również wyposażenia awionicznego instalując nowocześniejsze systemy kierowania ogniem, radary i sensory podczerwieni oraz gogle termowizyjne.
Kolejna modyfikacja polegająca na zainstalowaniu radaru AN/APG-71, będącego wersją rozwojową zastosowanego w F-15E Strike Eagle’u, oraz zestawu sensorów IRST i TCS spowodowała wprowadzenie nowego oznaczenia F-14D. Ogółem zbudowano 37 egzemplarzy samolotów w wersji F-14D wprowadzonych do służby w listopadzie 1990 roku, wraz z 18 zmodyfikowanymi do tego standardu F-14A oznaczonymi dla odróżnienia F-14D(R). Planowano modyfikację wszystkich Tomcatów do wersji D, ale zakończenie zimnej wojny spowodowało, że zrezygnowano z programu oceniając go jako zbyt drogi.